# Pripiceni-Răzeși, Rezina
Pripiceni-Răzeși este satul de reședință al comunei cu același nume  din raionul Rezina, Republica Moldova. Este amplasat la 23 km de Rezina și la 67 km de Chișinău.

## Istorie
În descrierea din Dicționarul Geografic al Basarabiei din 1904, elaborat de Zamfir Arbore, Pripiceni era recunoscut ca sat din județul Orhei, așezat în valea Pripicenii-de-sus, la sud de Sămășcani. Făcea parte din volostea Cinișăuți. Avea 152 case, cu o populație de 1074 suflete. În sat funcționa o școală elementară și o biserică.

## Demografie
Structură etnică
     moldoveni (99,53%)
     ucraineni (0,12%)
     ruși (0,12%)
     găgăuzi (0%)
     bulgari (0%)
     români (0,23%)
     evrei (0%)
     polonezi (0%)
     țigani (0%)
     alte etnii / nedeclarată (0%)
Conform datelor recensământului din 2004, populația localității este de 856 locuitori, dintre care 424 (49,53%) bărbați și 432 (50,47%) femei. Structura etnică a populației în cadrul localității arată astfel:
- moldoveni — 852;
- ucraineni — 1;
- ruși — 1;
- români — 2;
- altele / nedeclarată — 0.

## Arii protejate
La sud de sat, coasta dreaptă a văii râului Cogâlnic, se află un amplasament fosil de dinoteriu, arie protejată din categoria monumentelor naturii de tip geologic sau paleontologic. Situl a fost descoperit de tinerii etnografi de la școala medie din sat, care căutau în jurul satului exponate pentru muzeul de etnografie al școlii. Aceștia au observat într-o crăpătură formată în urma unei alunecări de teren câteva oase pietrificate neobișnuite. Săpăturile au scos la suprafață scheletul unui dinoteriu cu înălțimea de 5 m și lungimea de aprox. 6 m, craniul alungit, plat și fildeși de aproximativ 1 m lungime fiecare și ascuțiți la capăt. Scheletul a fost transportat la Chișinău și expus în Muzeul de Etnografie și Istorie Naturală.